# Corporación Universitaria de Colombia IDEAS
La  Corporación Universitaria de Colombia IDEAS, conocida también como Universidad IDEAS, es una institución de educación superior en Colombia, creada por el sector empresarial. 
La Universidad IDEAS con personería jurídica 22185, del 18 de diciembre de 1984, del Ministerio de Educación Nacional es una corporación especializada en el mundo empresarial y del Derecho. También brinda distintas disciplinas y diplomados que facilitan la comprensión de estas.

## Sedes e Información
Actualmente cuenta con cuatro sedes: Bogotá (sede principal) número de teléfono o WhatsApp: 3143425506, Itagüí , Villavicencio. Lo que ha permitido ampliar su cobertura académica. 
Validación de títulos e información al correo 
Gmail: registroycontrol.uideas(arroba)gmail(punto)com

## Inicio
En 1978 se pone en marcha la idea de la creación de una universidad de carácter privado. Todo con la intención de generar un énfasis en Empresa y en Derecho. Dos años después en 1980 se terminan los estudios necesarios para la elaboración del proyecto y todos los avances en infraestructura. En 1982, se iniciaron los trámites oficiales ante el ICFES y se inaugura la primera sede de la universidad, ubicada en la ciudad de Bogotá. En 1984, se entrega a la Universidad IDEAS su personería jurídica, por parte del Ministerio de Educación Nacional quedando creada oficialmente.
La sigla IDEAS viene de los tres posgrados que se ofrecían al inicio:
- Inglés
- Desarrollo Empresarial
- Administración de Sistemas

## Programas de pregrados
- Administración de Empresas
- Derecho
- Contaduría pública
- Administración Informática

## Educación continua y diplomados
- Diplomado en desarrollo empresarial
- Diplomado en alta gerencia deportiva
- Diplomado en talento humano
- Diplomado en liderazgo en gerencia
- Diplomado gestión hospitalaria con énfasis en finanzas públicas
- Entre otros